# 小行星9919
小行星9919（9919 Undset）是一颗围绕太阳公转的小行星。1979年8月22日，天文学家克拉斯-英格瓦·拉格爾科維斯特在拉西拉天文台发现了此天体。
这颗小行星的绝对星等为164.06510等。